# SEQ-Eau
 (12 octobre 2020).
Le Système d'Évaluation de la Qualité de l'eau, ou SEQ-Eau, est un outil pour caractériser l'état physico-chimique des cours d'eau, utilisé par les services de l'État et les collectivités pour évaluer la qualité des eaux (de surface ou souterraines) en France. Il est utilisé depuis le début des années 2000 par tous les acteurs de l'eau.

## Historique
La loi sur l'eau du 3 janvier 1992 a conduit à revoir la grille d'interprétation de l'état physico-chimique des cours d'eau, qui ne prenait que 5 paramètres pour mesurer la pollution organique.
La dernière version du SEQ-Eau, finalisée en 2003, sert de grille commune à tous les acteurs de l'eau en France.

## Principes
Le Système d’Evaluation de la Qualité de l’Eau permet d’évaluer la qualité de l’eau et son aptitude à assurer certaines fonctionnalités :
- maintien des équilibres biologiques
- production d’eau potable
- loisirs et sports aquatiques
- irrigation
- abreuvage des animaux
- aquaculture

Les évaluations sont réalisées en croisant plusieurs paramètres physico-chimiques regroupés en 16 indicateurs, appelés altérations.
L’aptitude de l’eau (à la biologie ou aux usages) est évaluée, pour chaque altération, avec 5 classes d’aptitude, qui vont du bleu (aptitude très bonne) au rouge (inaptitude). 
Chaque classe d’aptitude est déterminée avec des grilles de seuils pour chacun des paramètres de chaque altération. Prenant en compte des normes réglementaires françaises et européennes notamment.

## Classes d'aptitude

### Classes et indices de qualité par altération
Principaux paramètres
| Matières organiques et oxydables      | Bleu  | Vert | Jaune | Orange | Rouge |
| ------------------------------------- | ----- | ---- | ----- | ------ | ----- |
| Oxygène dissous (mg/l)                | 8     | 6    | 4     | 3      | -     |
| Taux saturation O2 (%)                | 90    | 70   | 50    | 30     | -     |
| DBO5 (mg/l O2)                        | 3     | 6    | 10    | 25     | -     |
| Demande chimique en oxygène (mg/l O2) | 20    | 30   | 40    | 80     | -     |
| Carbone organique (mg/l C)            | 5     | 7    | 10    | 15     | -     |
| THM potentiel (mg/l)                  | 0,075 | 0,1  | 0,15  | 0,5    | -     |
| NH4+ (mg/l NH4)                       | 0,5   | 1,5  | 2,8   | 4      | -     |
| NKJ (mg/l N)                          | 1     | 2    | 4     | 6      | -     |

| Matières azotées hors nitrates | Bleu | Vert | Jaune | Orange | Rouge |
| ------------------------------ | ---- | ---- | ----- | ------ | ----- |
| NH4+ (mg/l NH4)                | 0,1  | 0,5  | 2     | 5      | -     |
| NKJ (mg/l N)                   | 1    | 2    | 4     | 10     | -     |
| NO2 (mg/l NO2)                 | 0,03 | 0,3  | 0,5   | 1      | -     |

| nitrates        | Bleu | Vert | Jaune | Orange | Rouge |
| --------------- | ---- | ---- | ----- | ------ | ----- |
| NO3- (mg/l NO3) | 2    | 10   | 25    | 50     | -     |

| matières phosphorées   | Bleu | Vert | Jaune | Orange | Rouge |
| ---------------------- | ---- | ---- | ----- | ------ | ----- |
| PO43− (mg/l PO4)       | 0,1  | 0,5  | 1     | 2      | -     |
| Phosphore total (mg/l) | 0,05 | 0,2  | 0,5   | 1      | -     |

| effets des proliférations végétales  | Bleu | Vert | Jaune | Orange | Rouge |
| ------------------------------------ | ---- | ---- | ----- | ------ | ----- |
| Chlorophylle a + phéopigments (μg/l) | 10   | 60   | 120   | 240    | -     |
| ∆ O2 (mini-maxi) (mg/l O2 )          | 1    | 3    | 6     | 12     | -     |

| particules en suspension        | Bleu | Vert | Jaune | Orange | Rouge |
| ------------------------------- | ---- | ---- | ----- | ------ | ----- |
| Matière en suspension (mg/l)    | 2    | 25   | 38    | 50     | -     |
| Turbidité (NTU)                 | 1    | 35   | 70    | 100    | -     |
| Transparence disque Secchi (cm) | 600  | 160  | 130   | 100    | -     |

| température                       | Bleu | Vert | Jaune | Orange | Rouge |
| --------------------------------- | ---- | ---- | ----- | ------ | ----- |
| Cours d'eau de première catégorie | 20   | 21,5 | 25    | 28     | -     |
| Cours d'eau de seconde catégorie  | 24   | 25,5 | 27    | 28     | -     |

| acidification | Bleu | Vert | Jaune | Orange | Rouge |
| ------------- | ---- | ---- | ----- | ------ | ----- |
| PH mini       | 6,5  | 6,0  | 5,5   | 4,5    | -     |
| PH maxi       | 8,2  | 9    | 9,5   | 10     | -     |

| minéralisation            | Bleu | Vert | Jaune | Orange | Rouge |
| ------------------------- | ---- | ---- | ----- | ------ | ----- |
| conductivité mini (μS/cm) | 180  | 120  | 60    | 0      | -     |
| conductivité maxi (μS/cm) | 2500 | 3000 | 3500  | 4000   | -     |
| Chlorures (mg/l)          | 50   | 100  | 150   | 200    | -     |
| Sulfates (mg/l)           | 60   | 120  | 190   | 250    | -     |
| Calcium mini (mg/l)       | 32   | 22   | 12    | 0      | -     |
| Calcium maxi (mg/l)       | 160  | 230  | 300   | 500    | -     |
| Magnésium (mg/l)          | 50   | 75   | 100   | 400    | -     |
| Sodium (mg/l)             | 200  | 225  | 250   | 750    | -     |

| micro-organismes                               | Bleu | Vert | Jaune | Orange | Rouge |
| ---------------------------------------------- | ---- | ---- | ----- | ------ | ----- |
| Coliformes totaux (u/100ml)                    | 50   | 500  | 5000  | 10000  | -     |
| Escherichia coli (u/100ml)                     | 20   | 200  | 2000  | 20000  | -     |
| Entérocoques ou Streptocoques fécaux (u/100ml) | 20   | 200  | 2000  | 20000  | -     |